# Шатурское (озеро)
Шатурское — озеро на границе Московской (Пышлицкое сельское поселение Шатурского района) и Рязанской областей (Ненашкинское сельское поселение Клепиковского района) России, одно из Клепиковских озёр. Расположено в 0,5 км к юго-западу от посёлка Мещёрский Бор.

## Название
Озеро упоминается в писцовых книгах Владимирского уезда 1637—1648 гг. и материалах Генерального межевания 1790 года как Шатурково или Шатурсково. В Сборнике статистических сведений по Рязанской губернии 1887 года озеро названо Шатурским.

## История
До конца XIX века через озеро с юго-запада на северо-восток протекала река Ялма, впадавшая далее в Пру. Однако, после прорытия канала от Ялмы у Великодворья в озеро Сокорево, соединяющееся с Прой ниже по течению, вода через Шатурское стала течь в другую сторону, образуя лишь одну из проток Пры. В результате этого озеро обмелело и сильно заросло, и на картах XX и XXI века, даже самых подробных, обычно даже не подписано.

## Физико-географическая характеристика
Озеро является пойменным разливом правой протоки реки Пры.
Для озера характерны отлогие, низкие берега. Прибрежная зона заболочена.
Глубина — до 1,5 м. Дно песчаное, покрыто илом. Вода полупрозрачная, торфяная с коричневой окраской. Видимость до 40 см. Высота над уровнем моря — 112 м.
На северо-востоке расположен Микулин остров, на котором находится Александро-Мариинский монастырь, а на юге — Змеиный остров. Ранее они были полностью окружены водой, однако за последнее столетие озеро обмелело, и острова соединились с сушей болотами. На Микулин остров через болота насыпана дамба, и через Пру переброшен мост.
Среди водной растительности распространены камыш, жёсткий тростник, стрелолист, ряска, элодея, телорез, рдесты; встречаются: кубышка, кувшинка, осоки, рогоз, земноводная гречиха, канадский рис, водокрас лягушачий, водяной хвощ, реже — сабельник, частуха подорожниковая. В озере обитают щука, окунь, ёрш, вьюн, карась, плотва, налим, линь, густера, лещ, редко попадается уклея. Встречаются ондатра, бобр, водяная крыса.
Озеро используется для рыболовства и охоты на перелётных птиц.